# Paul Guillaume Farges

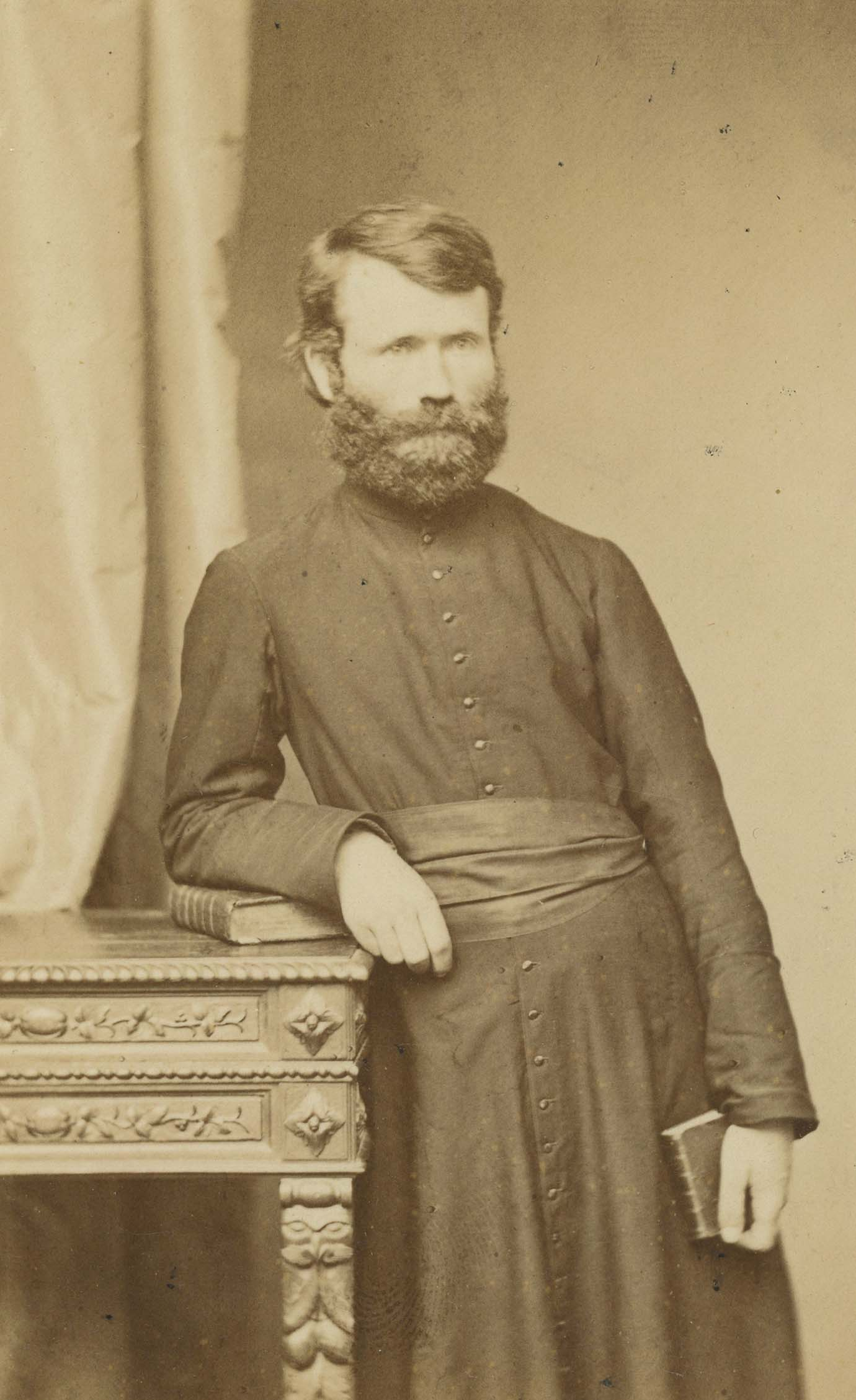
Paul Guillaume Farges

El Padre Paul Guillaume Farges (* Monclar-de-Quercy Tarn y Garona, 10 de febrero de 1844 - Chongqing, 29 de diciembre de 1912) fue un botánico y recolector de flora, francés, y misionero en Chongqing, China.
En 1867 se establece en China, residiendo al nordeste de Sichuan a fines de 1903, cuando es trasladado a Chongqing, donde fallece.
Colecta más de 4.000 especímenes de plantas, muchas de ellas nuevas para la ciencia (occidental), que envía al Muséum national d'histoire naturelle de París, donde las identifica y describe el botánico Adrien René Franchet. Por ejemplo, Farges fue el primer (1897) introductor del kiwi (Actinidia chinensis en aquel momento, Actinidia deliciosa actualmente) a Europa, al vivero de Maurice Vilmorin .
- La abreviatura «Farges» se emplea para indicar a Paul Guillaume Farges como autoridad en la descripción y clasificación científica de los vegetales.[1]

## Plantas bautizadas en su honor
Al género de bambús Fargesia, y a especies vegetales:  Abelia fargesii, Abies fargesii (o abeto de Farges), Aralia fargesii, Arisaema fargesii, Bashania fargesii, Betula fargesii (o abedull de Farges), Calanthe fargesii, Carpinus fargesii (o carpí de Farges), Catalpa fargesii, Clematis fargesii (Clematis "Paul Farges" como nombre comercial), Clethra fargesii, Corylus fargesii (o avellano de Farges), Cypripedium fargesii, Decaisnea fargesii, Epigeneium fargesii,  Geranium fargesii (o gerani de Farges), Habenaria fargesii, Heracleum fargesii, Ilex fargesii, Lilium fargesii (o lliri de Farges), Lonicera fargesii, Paris fargesii, Paulownia fargesii, Rhododendron fargesii, Scrophularia fargesii, Torreya fargesii, Veronica fargesii, Viscum fargesii (o viscum de Farges).